# Obergurig
Obergurig, in alto sorabo Hornja Hórka, è un comune di 2.197 abitanti della Sassonia, in Germania.
Appartiene al circondario (Landkreis) di Bautzen (targa BZ) ed è parte della comunità amministrativa (Verwaltungsverband) di Großpostwitz-Obergurig.